# Ribolla
Ribolla ist eine sehr alte italienische Rebsortenfamilie, von der es eine rote (Ribolla Nera) (meist Schioppettino genannt) und eine weiße Variante (Ribolla Gialla) gibt. Im ehemaligen Jugoslawien wird die Rebsortenfamilie Rebula genannt. Von den Römern wurde sie wahrscheinlich „Evola“ genannt. Die in Griechenland bekannte weiße Sorte Robola ist hingegen nicht mit Ribolla verwandt. 
Außerdem gibt es den Ortsteil Ribolla (Gemeinde Roccastrada, Toskana, Italien).